# Jürgen Wieczorek
Jürgen Wieczorek (* 15. Oktober 1948 in Gaschwitz) ist ein ehemaliger Abgeordneter (SPD) des Deutschen Bundestages.

## Leben
Wieczorek besuchte von 1955 bis 1965 die polytechnische Oberschule in Gaschwitz und Rötha. Im Jahr seines Abschlusses begann er eine Lehre als Nachrichtentechniker in Böhlen und Leipzig, die er 1968 beendete. Von 1968 bis 1971 leistete er seinen Wehrdienst bei der NVA ab. Bis 1968 arbeitete er dann im Chemiekombinat Schwedt/Betriebsteil Böhlen als Fernmeldemonteur. 1990 beendete er dort sein Arbeitsverhältnis und wurde Nachrichtentechniker und Montageleiter bei der Fleischhauer Leipzig GmbH. Von 1994 bis zum Mai 1998 war er Wahlkreismitarbeiter bei Christine Kurzhals.

## Politik
Bereits 1965 wurde Wieczorek Gewerkschaftsmitglied im FDGB. Mit der Wende 1989 wurde er Sprecher der Abteilung, bis er 1990 die Firma wechselte. Im Jahr 1990 trat er der SPD bei und wurde 1992 Vorstandsmitglied des SPD-Unterbezirks Leipzig. Im Jahr 1995 wurde er Vorsitzender des Ortsvereins in Böhlen und 1996 stellvertretender Vorsitzender des SPD-Unterbezirks Leipzig. Bei der Bundestagswahl 1998 gewann er seinen Wahlkreis Bundestagswahlkreis Leipzig-Land – Borna – Geithain mit 37,6 % und zog in den Bundestag ein. Er gehörte nach seiner Wiederwahl 2002 im Nachfolgewahlkreis Leipziger Land – Muldentalkreis bis 2005 dem Parlament an.
Seit Januar 2008 ist Wieczorek stellvertretender Vorsitzender des SPD-Kreisverbandes Leipzig-Land.